# Locust Manor (Queens)
Locust Manor est un quartier de la municipalité de New York, situé au cœur de l’arrondissement du Queens.

## Toponymie
Locust Manor tire son nom d'un lotissement résidentiel de 1906 dans le quartier.

## Situation
Locust Manor est bordé au nord par le boulevard Baisley, Irwin Place, Roe Road et la 120e avenue, à l'est par les voies du Long Island Railroad, la 121e avenue et le boulevard Farmers, au sud par le boulevard Conduit (en) Nord et à l'ouest par le boulevard Guy R. Brewer, la 137e avenue, la 173e rue, la 134e rue et la rue Bedell. Les quartiers voisins comprennent South Jamaica et Rochdale Village à l'ouest, Springfield Gardens à l'est et au sud et St Albans au nord. 
Autrefois on y trouvait l'hippodrome de Jamaica (en), qui a fonctionné de 1903 à 1959 et a été démoli en 1960 pour construire Rochdale Village.
Le quartier est desservi par la gare de Locust Manor (en) du Long Island Railroad, située à l'angle de Farmers Boulevard et de Bedell Street, qui dessert Manhattan par les branches de Far Rockaway et de Long Beach.

## Développement
Locust Manor est un « quartier résidentiel tranquille », qui abrite une population majoritairement afro-américaine et afro-caribéenne de classe moyenne. Locust Manor Estates, sur la 172e rue et le boulevard Baisley, est un complexe résidentiel subventionné par l'État, composé de maisons de deux et trois familles, d'appartements coopératifs et de logements pour personnes âgées, subventionnés par le Partenariat pour le logement de la ville de New York (New York City Housing Partnership).